# Charlie Kaufman
Charles Stuart Kaufman ( /ˈ k ɔː f m ə n /; New York, 1958. november 19. –) Oscar- és kétszeres BAFTA-díjas amerikai forgatókönyvíró, filmrendező és regényíró.
A John Malkovich menet (1999), az Adaptáció (2002) és az Egy makulátlan elme örök ragyogása (2004) című filmek forgatókönyvírójaként vált híressé. A Kis-nagy világ (2008), Anomalisa (2015) és A befejezésen gondolkozom (2020) című filmeket a forgatókönyv megírása mellett rendezőként is jegyzi. Irodalmi bemutatkozó regénye a 2020-as Antkind.
Forgatókönyvíróként egy Oscar-, három BAFTA-díjat, két Independent Spirit Award-ot és egy Writers Guild of America-díjat kapott. Roger Ebert filmkritikus 2009-ben a Kis-nagy világ-ot „az évtized legjobb filmjének” nevezte. Kaufman három forgatókönyve szerepel a Writers Guild of America listáján, amely a valaha írt 101 legjobb filmforgatókönyvet tartalmazza.

## Fiatalkora
A középiskola elvégzése után Kaufman a Bostoni Egyetemre járt, majd átiratkozott New York Egyetemre (NYU), ahol filmművészetet tanult. Míg a NYU-n járt, Kaufman megismerkedett Paul Proch-csal, akivel sok meg nem valósult forgatókönyvet és színdarabot írt.

## Pályafutása
Karrierje elején Kaufman olyan sorozatokon dolgozott, mint a Seinfeld, a The Larry Sanders Show, A Simpson család és a Mr. Show with Bob and David. Ebből az időszakból legjelentősebb munkájának a The Dana Carvey Show mondható, amelyben olyan írók és előadók szerepeltek, mint Louis C.K., Robert Smigel, Greg Daniels, Stephen Colbert és Steve Carell. Ezekben a sorozatokban Kaufman sokszor azért küzdött, hogy írásait inkább ne valósítsák meg, mintsem az eredeti elképzelést meghamisítva készüljenek el.
Először a Spike Jonze által rendezett A John Malkovich menet írójaként vált ismertté. Munkáját Oscar-díjra jelölték és BAFTA-díjjal tüntették ki. A forgatókönyvet még 1994-ben írta, és sok cégnek és stúdiónak elküldte, de mindegyiktől visszautasítást kapott. A forgatókönyv végül eljutott Francis Ford Coppolához. Ő továbbadta akkori vejének, Jonzének, aki elvállalta a film rendezését.
Kaufman a William Arnoldnak adott interjújában azt mondta: „Az írónak megszokott dolga, hogy a forgatókönyvet leírja, majd utána eltűnjön. Ez nem nekem való. Szeretnék az elejétől egészen a végéig részt venni benne. Ezek a rendezők [Gondry és Jonze] tudják, és tiszteletben tartják ezt.”

### 2000-es évek
A 2004-ben megjelent Egy makulátlan elme örök ragyogása Kaufman második gyümölcsöző együttműködése volt Michel Gondry filmrendezővel. Kaufman elnyerte első Oscar-díját legjobb eredeti forgatókönyv kategóriában és a harmadik BAFTA-díjat Gondryval és Pierre Bismuth-vel közösen. A trió megkapta a PEN American Center 2005 rangos díját is a film forgatókönyvéért. David Edelstein a így jellemezte a filmet: „A Philip K. Dick által kifordított Kár volt hazudni, amely tiszteletadás Samuel Beckettnqk, Chris Markernek és John Guare-nak – modern, megtört tudatosságunk legnagyobb drámaíróinak. A szőttesen végzett munka viszont hamisítatlan Kaufman.”
Rendezőként a Kis-nagy világ című 2008-as posztmodern filmmel debütált, melyben Philip Seymour Hoffman alakította a főszerepet. Kaufmant és Jonze-t korábban egy horrorfilm elkészítése kapcsán keresték fel. Egy hagyományos horrorfilm megalkotása helyett megegyeztek abban, hogy a film olyan dolgokkal foglalkozzon, amelyeket félelmetesnek tartanak, mint például a halandóság és az élet rövidsége. Miután Jonze kilépett a projektből az Ahol a vadak várnak című film megrendezése kedvéért, Kaufman úgy döntött, ő ül a rendezői székbe. A filmet a 2008-as cannes-i fesztiválon mutatták be, ahol megosztotta a kritikusokat. Egyesek az év legjobb filmjének nevezték, mások viszont hatásvadásznak találták. A megjelenése óta eltelt években több listán is szerepelt a 21. század legjobb filmjei között.

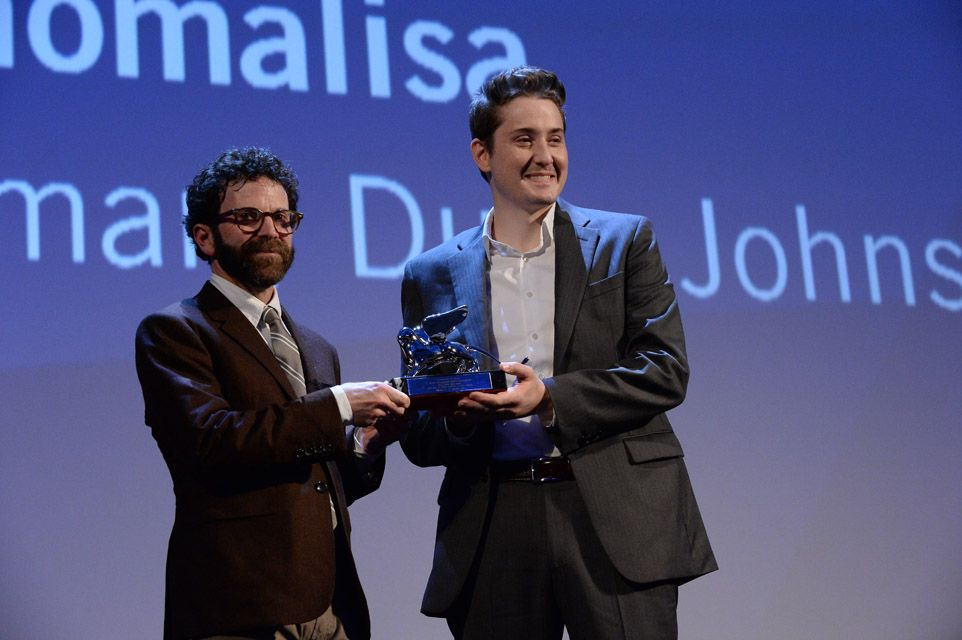
Kaufman (balra) és Duke Johnson a 2015-ös Velencei Filmfesztiválon a zsűri nagydíját veszik át

### 2010-es évek
Dino Stamatopoulos, Kaufman egykori kollégája a rendező beleegyezésével Kickstarter közösségi kampányt indított, Kaufman korábban írt Anomalisa színművének stop motion animációs filmként való adaptálására. A Kickstarter oldalt 2012 augusztusában hozták létre, és mire a finanszírozás véget ért, 406 237 dollárt gyűjtöttek. A 8 millió dolláros költségvetés fennmaradó részét a film produkciós cége, a Starburns Industries szolgáltatta. Kaufman közösen rendezte a filmet Duke Johnsonnal, akinek ekkorra már volt tapasztalata a stop motion technikával. A film ugyanabban a szereposztásban készült el mint a színdarab. A világpremierre 2015. szeptember 4-én került sor a Telluride Filmfesztiválon, amelyen egyhangú elismerést kapott a kritikusoktól. Elnyerte a zsűri nagydíját a Velencei Nemzetközi Filmfesztiválon, és Oscar-díjra jelölték a legjobb animációs film kategóriában. A Kis-nagy világ-hoz hasonlóan a jegypénztáraknál gyengén szerepelt.
2018 januárjában jelentették be, hogy Kaufman Iain Reid 2016-os Azon agyalok, hogy ennek véget vetek című regénye adaptációjának megírásán és rendezésén dolgozik. A magyarul A befejezésen gondolkozom címen megjelent film forgatása 2019 márciusában kezdődött. A film 2020 szeptemberében jelent meg a Netflixen, pozitív kritikai visszhang mellett.
Kaufman írt egy forgatókönyvet az álmokról Ryan Gosling produkciós cégének, melyben Gosling esélyes a főszerepre, és egy adaptációt a The Memory Police című regényből, amelyet valószínűsíthetően Reed Morano fog megrendezni.

## Hatások
Írók és rendezők, akik Kaufman saját bevallása szerint hatással voltak rá és/vagy kedveli munkásságukat: Franz Kafka, Samuel Beckett, Eugene Ionesco, Stanisław Lem, Flannery O’Connor, Shirley Jackson, Philip K. Dick, Patricia Highsmith, Stephen Dixon, David Lynch, Lars von Trier, Roy Andersson, Woody Allen, és a Coen testvérek . Szintén kedvenceként említi Tom Noonan What Happened Was... című művét.

## Magánélete
2020 óta Manhattanben él, korábban (1998-tól) Pasadenában lakott. Házastársa Denise Monaghan, egy lányuk született, Anna.

## Filmográfia

### Film
| Év   | Magyar cím                         | Eredeti cím                           | Feladatkör | Feladatkör | Feladatkör | Megjegyzések              |
| Év   | Magyar cím                         | Eredeti cím                           | Rendező    | Író        | Producer   | Megjegyzések              |
| ---- | ---------------------------------- | ------------------------------------- | ---------- | ---------- | ---------- | ------------------------- |
| 1999 | A John Malkovich menet             | Being John Malkovich                  | Nem        | Igen       | Vezető     |                           |
| 2001 | Libidó – Vissza az ösztönökhöz     | Human Nature                          | Nem        | Igen       | Igen       |                           |
| 2002 | Adaptáció                          | Adaptation                            | Nem        | Igen       | Vezető     |                           |
| 2002 | Egy veszedelmes elme vallomásai    | Confessions of a Dangerous Mind       | Nem        | Igen       | Nem        |                           |
| 2004 | Egy makulátlan elme örök ragyogása | Eternal Sunshine of the Spotless Mind | Nem        | Igen       | Vezető     |                           |
| 2008 | Kis-nagy világ                     | Synecdoche, New York                  | Igen       | Igen       | Igen       |                           |
| 2015 | Anomalisa                          | Anomalisa                             | Igen       | Igen       | Igen       | társrendező: Duke Johnson |
| 2020 | A befejezésen gondolkozom          | I'm Thinking of Ending Things         | Igen       | Igen       | Igen       |                           |
| 2023 |                                    | Jackals & Fireflies                   | Igen       | Nem        | Igen       | rövidfilm                 |
| 2024 | Orion és a sötétség                | Orion and the Dark                    | Nem        | Igen       | Nem        |                           |
| 2024 |                                    | Darkest Miriam                        | Nem        | Nem        | Vezető     |                           |

### Televízió
| Év        | Cím                    | Feladatkör | Feladatkör | Feladatkör | Megjegyzések                    |
| Év        | Cím                    | Rendező    | Író        | Producer   | Megjegyzések                    |
| --------- | ---------------------- | ---------- | ---------- | ---------- | ------------------------------- |
| 1991–1992 | Get a Life             | Nem        | Igen       | Nem        | 2 epizód                        |
| 1992–1993 | The Edge               | Nem        | Igen       | Nem        | 20 epizód                       |
| 1993      | The Trouble with Larry | Nem        | Igen       | Nem        | 7 epizód                        |
| 1995      | Misery Loves Company   | Nem        | Nem        | Igen       | 6 epizód                        |
| 1996      | The Dana Carvey Show   | Nem        | Igen       | Nem        | 8 epizód                        |
| 1996–1997 | Ned and Stacey         | Nem        | Igen       | Igen       | 3 epizód                        |
| 2014      | How and Why            | Igen       | Igen       | Vezető     | megalkotó leadatlan próbaepizód |

## Fordítás
- Ez a szócikk részben vagy egészben  a   Charlie Kaufman című angol Wikipédia-szócikk ezen változatának fordításán alapul.  Az eredeti cikk szerkesztőit annak laptörténete sorolja fel. Ez a jelzés csupán a megfogalmazás eredetét és a szerzői jogokat jelzi, nem szolgál a cikkben szereplő információk forrásmegjelöléseként.